# ريو ساساكي
ريو ساساكي (باليابانية: 佐々木亮؛ بالكانا: ささき りょう) هي مانغاكا وفنانة يابانية، ولدت في 18 ديسمبر 1970.